# 자수 연지봉황문 방석
자수 연지봉황문 방석(刺繡 蓮池鳳凰文 方席)은 서울특별시 송파구 서울공예박물관에 있는 방석이다. 2019년 2월 14일 서울특별시의 유형문화재 제440호로 지정되었다.

## 지정 사유
전통적인 자릿수와 자련수로 수놓았으며, 방석 위의 봉황무늬가 치밀하고 정교함. 한말 궁중의 수방 나인이 제작한 최고 수준의 자수유물로, 공예사적인 가치를 지니는 유물이다.

## 조사보고서
<자수 연지봉황문 방석>은 전체적으로 훼손이 심해 부분적으로 직물이 탈락하고 구멍이 있으며 자수의 박락도 많이 되어있는 편이나, 궁수의 솜씨가 엿보인다. 유물은 방석의 형태로 중앙의 홍색 운보문단과 가장자리의 녹색 연화문단을 배치시켜 적녹 보색대비가 강조되어 있다.
중앙은 괴석과 모란, 연꽃, 매화, 영지 및 봉황과 원앙을 빈틈없이 포치하고 전통 자릿수와 자련수로 수놓고 있다. 가장자리의 상하에는 모란꽃과 1쌍의 새를, 좌우에는 모란과 매화를 수놓고 그 사이에 1쌍의 새가 마주하고 있다. 특히 네 귀퉁이에는 마름모꼴 무늬의 금지를 망으로 엮어서 떠서 처리하고 있는데, 탈락된 부분이 많다.
중국 스타일의 한말에 유행한 문양적 특징을 엿볼 수 있다. 전체적으로 위아래에 자수를 놓은 솜씨가 차이를 보여, 2명 이상의 자수 작업을 했을 것으로 추정된다.
본 유물은 보료방석으로서 방석 위의 봉황무늬가 치밀하고 정교하여 한말 궁중의 수방나인이 제작한 최고 수준의 자수유물로 공예사적인 의미를 지녀 지정문화재로서의 가치가 충분하다고 판단된다.

## 참고 문헌
- 자수 연지봉황문 방석 - 국가유산청 국가유산포털